# Зара (Шмёльн)
Зара (нем. Saara) — коммуна в Германии, в земле Тюрингия.
Входит в состав района Альтенбург. Население самой деревни составляет 200 человек, население отнесённых к коммуне деревень составляет 2999 человек (на 31 декабря 2010 года). Занимает площадь 42,73 км². Официальный код — 16 0 77 056.
Коммуна подразделяется на 25 сельских округов.

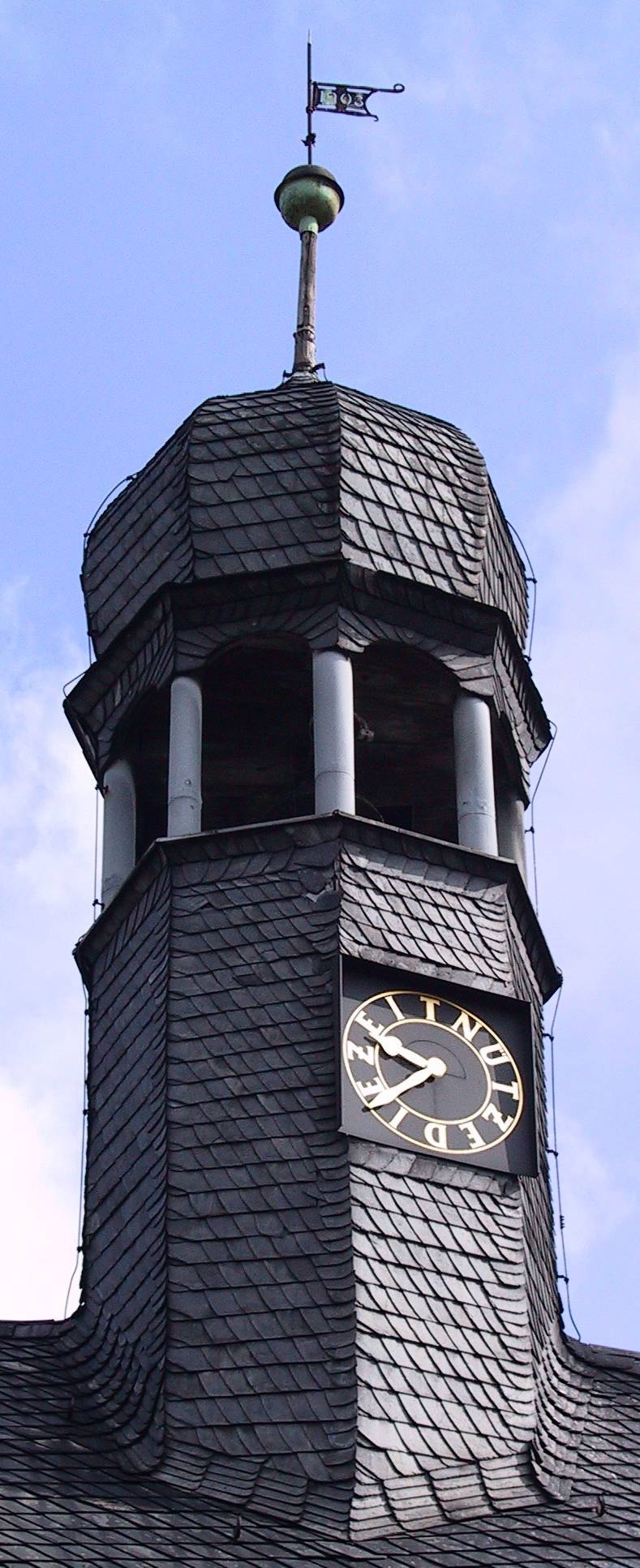
Колокольня церкви в Заре